# Oleksandr Zacharuk
Oleksandr Zacharuk (ukrajinsky Олександр Валерійович Захарук) nebo (rusky Александр Захарук), (* 25. srpna 1976 v Kyjevě, Sovětský svaz) je bývalý ukrajinský zápasník volnostylař. Volnému stylu se věnoval od 9 let v Kyjevě společně se svým dvojčetem Volodymyrem. Připravoval se pod vedením Mychajla Čapovského a později v seniorech spolupracoval se Serhijem Obesňukem. Členem seniorské ukrajinské reprezentace byl od roku 1997 a do roku 2001 v Evropě v muší váze dominoval. Ve světě však své postavení nepotvrzoval. V roce 2000 se účastnil olympijských her v Sydney. Po postupu ze základní skupiny prohrál ve čtvrtfinále s Američanem Sammie Hensonem a skončil na 5. místě. Od roku 2002 zápasil v nově definované bantamové váze, ve které se v roce 2004 kvalifikoval na olympijské hry v Athénách. Po postupu ze základní skupiny skončilo jeho snažení ve čtvrtfinále na Mavletu Batyrovi z Ruska. V roce 2006 se naposledy objevil v ukrajinských barvách ziskem pátého titulu mistra Evropy, zdravotní problémy mu však zabránily v pokračování ve vrcholové sportovní kariéře.